# Pórtico dos Deuses Harmoniosos
Pórtico dos Deuses Harmoniosos ou Pórtico dos Deuses da Concordância (em latim: Porticus deorum consentium; em italiano:  Portico degli Dei Consenti), conhecido também como Área dos Deuses Harmoniosos, é uma área do Fórum Romano localizada no final da antiga estrada romana que levava até o monte Capitolino,no cume do qual estava o Templo de Júpiter e dedicada aos Deuses Harmoniosos. O Aclive Capitolino ("ladeira capitolina") fazia uma curva fechada na fronteira do Fórum, na base do Tabulário, onde este pórtico de mármore e outros materiais foram descobertos e reconstruídos em 1835.
Em tempos antigos, foi reconstruído pela última vez em 367 e foi o último santuário pagão funcionando no Fórum (os demais foram proibidos por lei de funcionar mais de uma década antes). Ele contava com doze recintos recuados onde, acredita-se, os funcionários do judiciário do Capitolino trabalhavam.

## Localização
| Planimetria do Capitólio antigo |
| --- |
| Area capitolina Arx Fórum Romano Fóruns imperiais Velabro Templo de Júpiter Capitolino Tabulário Templo de Juno Moneta Teatro de Marcelo Fórum Holitório Templo de Belona Templo de Júpiter Ferétrio Templo de Vejóvis Auguráculo Iseu Templo de Júpiter Guardião (?) Templo da Concórdia (?) Templo de Júpiter Conservador Cabana de Rômulo Altar Templo Tensário Templo de Júpiter Tonante Clivo Capitolino "Cem Passos" Porta Pandana Templo de Jano Templo de Juno Sóspita Templo de Esperança Templo de Augusto Asilo "Entre Dois Bosques" Vico Jugário Campo de Marte Pórtico dos Deuses Harmoniosos Templo de Vespasiano Templo da Concórdia Tuliano Clivo Argentário Templo de Vênus Ericina Templo de Mente (?) Templo de Fides (?) Templo de Ops (?) Arco de Cipíão Templo de Saturno Basílica Júlia |